# Nullosetigera impar
Nullosetigera impar is een eenoogkreeftjessoort uit de familie van de Nullosetigeridae. De wetenschappelijke naam van de soort is voor het eerst geldig gepubliceerd in 1908 door Farran.